# HMS Gnat (1915)
HMS Gnat (Корабль Его Величества «Нэт», рус. Комар) — британская речная канонерская лодка типа «Инсект», принявшая участие в Первой мировой войне. Построена на верфи Lobnitz в Ренфру, спущена на воду в 1915 году.

## История
Во время Первой мировой войны корабль находился в составе эскадры канонерских лодок, действовавшей на реках Евфрат и Тигр. В 1927 году «Нэт» приняла участие в Нанкинском инциденте, защищая британские интересы в Китае.
Перед Второй мировой войной канонерская лодка была приписана к Китайской станции и несла службу на реке Янцзы. 
В 1940 году «Нэт» перевели на Средиземное море в состав Прибрежной эскадры Средиземноморского флота (англ. Fleet's Inshore Squadron). В 04:45 21 октября 1941 года «Нэт» была торпедирована немецкой подводной лодкой U-79 в точке с координатами 32°08' с. ш., 25°22' в. д.. Позже была отбуксирована к Александрии и использовалась в качестве неподвижной зенитной батареи в Суэце.
На корабле несла службу известная собака — Джуди. В 1945 году корабль был отправлен на слом.